# Hadrien Salvan
Hadrien Salvan (París, 10 de julio de 1997) es un deportista francés que compite en natación, especialista en el estilo libre. Ganó dos medallas en el Campeonato Europeo de Natación de 2022, plata en 4 × 200 m libre mixto y bronce en 4 × 200 m libre.

## Palmarés internacional
| Campeonato Europeo | Campeonato Europeo | Campeonato Europeo | Campeonato Europeo    |
| Año                | Lugar              | Medalla            | Prueba                |
| ------------------ | ------------------ | ------------------ | --------------------- |
| 2022               | Roma (Italia)      | Medalla de plata   | 4 × 200 m libre mixto |
| 2022               | Roma (Italia)      | Medalla de bronce  | 4 × 200 m libre       |